# Contea di Cobar
La contea di Cobar è una Local Government Area nella regione dell'Orana nel Nuovo Galles del Sud. Essa si estende su una superficie di 44.065 chilometri quadrati e ha una popolazione di 5.178 abitanti. La sede del consiglio si trova a Cobar.